# The Cascades
Pour les articles homonymes, voir Cascades.
The Cascades est un groupe de pop américain originaire de San Diego en Californie. Il est connu pour son succès de 1962 Rhythm of the Rain.

## Biographie
Le groupe est créé en 1960 autour de cinq anciens soldats de la marine américaine Len Green, Eddy Snyder, David Szabo, Dave Stevens, et Dave Wilson. Ils embauchent le guitariste John Gummoe, puis, après la sortie du premier single, Len Green quitte le groupe. La formation définitive est en place. En 1962 ils enregistrent au Gold Star studio de Phil Spector le titre Rhythm of the Rain qui devient un succès l'année suivante, se classant notamment à la troisième place du classement des singles du Billboard.

## Discographie
Albums studio